# Petersburg (Michigan)
Petersburg ist eine Stadt in Monroe County, Michigan, Vereinigte Staaten. Mit einer Fläche von 1,27 km2 ist Petersburg nach Clarkston die flächenmäßig zweitkleinste Stadt Michigans, allerdings erstrecken sich Teile des Siedlungsgebietes in das benachbarte Summerfield Township.

## Geografie
Petersburg grenzt zu allen Seiten an Summerfield Township, dessen Name noch auf den Gründungsnamen von Petersburg zurückgeht. Die Stadt zeichnet sich vor allem durch Ackerbau aus, der aufgrund der Bewässerung durch den River Raisin möglich ist. Besonders beliebt ist der Anbau von Tomaten. Der Raisin River markiert stellenweise auch die Nordgrenze der Stadt. Petersburg nimmt am Tree City USA Programm teil, das von der Nichtregierungsorganisation Arbor Day Foundation, dem United States Forest Service und der National Association of State Foresters gegründet wurde. Ziel ist die Aufforstung des Waldbestandes und Petersburg ist eine von ca. 3.600 Städten (Stand: 2025) denen der Titel Tree City USA verliehen wurde.

### Verkehr
Über die nach Osten verlaufende Ida West Road kann die U.S. Route 23 in wenigen Minuten erreicht werden, von dort erfolgt eine Anbindung an Toledo und die Außenbezirke von Detroit. Es besteht dreimal täglich eine Schienenanbindung an Detroit durch die Lake Shore Limited. Die Bahngleise verlaufen südöstlich des Stadtgebietes.

## Geschichte
Die erste Besiedelung des heutigen Petersburg erfolgte durch die Errichtung einige Bauernhöfe um das Jahr 1824. Der heutige Stadtname geht dabei auf Richard Peters zurück, der eine der ersten Höfe errichtete und später erster Postbeamter wurde. Er wurde gegen Ende seiner Lebenszeit auch zum Supervisor von Raisinville Township gewählt, das zu dieser Zeit auch das heutige Petersburg umfasste. Zusammen mit den heute eigenständigen Dundee und Milan wurde der Ort kurzzeitig Flumen genannt, jedoch wenig später in Summerfield umbenannt. 1834 wurde eine Poststation eingerichtet. 1836 verkaufte Peters seinen Grundbesitz an Thomas T. Cole und Austin E. Wing, die daraufhin begannen, Straßen anzulegen und um neue Einwohner werben. Hierbei half die Anbindung an die Lake Shore and Michigan Southern Railway Eisenbahnstrecke in den 1840ern. Ab 1901 war Petersburg auch Teil der Detroit, Toledo & Ironton Linie, die jedoch 1983 eingestellt wurde. Spätestens 1860 wurde eine methodistische und eine presbyterianische Kirche sowie eine Bibliothek gebaut.  Zu dieser Zeit gab es bereits ein Hotel, drei Gemischtwarenläden und ein Sägewerk. In den 1860er Jahren erfolgte eine Umbenennung zunächst in Petersburgh, schließlich in die heutige Schreibweise Petersburg. 1869 wurde Petersburg von einem Township zu einem Incorporated Town. Dadurch untersteht Petersburg nicht mehr in allen Belangen Monroe County, sondern wird seitdem durch eine Lokalregierung verwaltet. Ebenfalls 1869 eröffnete die erste Grund- und Mittelschule. Bis 1895 kamen zwei weitere Kirchen hinzu. Drei Jahre später wurde die erste Telefonleitung errichtet und verband Petersburg mit Monroe. Die Stadthalle wurde 1910 elektrifiziert.

## Demografie
Beim Census 2020 hatte Petersburg 1.171 Einwohner und 2022 betrug das Durchschnittsalter 41 Jahre. Das durchschnittliche Haushaltseinkommen lag 2022 bei 67.778 $ (Zum Vergleich: Der Durchschnitt für die USA lag 2023 bei 80.610 $, der von Michigan bei 71.149 $.).

## Politik
Seit 2007 bekleidet James Holeman das Amt des Bürgermeisters und wurde zuletzt 2023 ohne Gegenkandidaten gewählt. Der Lokalverwaltung gehören neben dem Verwaltungschef und dem Kämmerer noch sechs weitere Ratsmitglieder an.

## Sehenswürdigkeiten
In Petersburg liegen mehrere Parks, darunter der Fernstrom Park direkt am River Raisin. Ein Kriegsdenkmal im Perry Park gedenkt Veteranen aus Petersburg, die in nahezu allen amerikanischen Kriegen gekämpft hatten. An das Stadtgebiet angrenzend liegen der Deme Acres Golfplatz, ein Baseballfeld und ein Footballstadion. Im Nordostgebiet findet sich lutherische Kirche des heiligen Petrus und die Lower Light Kirche, im zentralen Stadtgebiet liegt eine methodistische Kirche und die Gemeinde Gottes des siebenten Tages.

## Söhne und Töchter der Stadt
- Elizabeth C. Crosby (1888–1983), Neuroanatomin